# Mistrovství Československa v lyžařském orientačním běhu 1986
15. ročník Mistrovství Československa v lyžařském orientačním běhu proběhl v jedné individuální a jedné týmové disciplíně. 
Závody proběhly na západním okraji Krkonoš v nadmořské výšce 650–950 m n. m.

## Mistrovství ČSSR jednotlivců
Počasí: -8 °C, silný vítr.
| Datum závodu   | 1. 3. 1986   |  | Místo konání    | Sklenařice • centrum |  | Pořadatel       | TJ Turnov |
| Ředitel závodu |              |  | Hlavní rozhodčí |                      |  | Stavitel tratí  |           |
| Název mapy     | Šachty sever |  | Web závodu      |                      |  | Výsledky závodu |           |

| Zkrácené výsledky | Zkrácené výsledky       | Zkrácené výsledky          | Zkrácené výsledky       | Zkrácené výsledky       | Zkrácené výsledky | Zkrácené výsledky       | Zkrácené výsledky               | Zkrácené výsledky       | Zkrácené výsledky       |
| Pořadí            | H21 - muži              | H21 - muži                 | H21 - muži              | H21 - muži              | Pořadí            | D21 - ženy              | D21 - ženy                      | D21 - ženy              | D21 - ženy              |
| ----------------- | ----------------------- | -------------------------- | ----------------------- | ----------------------- | ----------------- | ----------------------- | ------------------------------- | ----------------------- | ----------------------- |
| Zlatá medaile     | Zdeněk Zuzánek          | Elitex Jablonec nad Nisou  | 1:36:40                 |                         | Zlatá medaile     | Jana Jakoubková         | TJ Jilemnice                    | 1:10:06                 |                         |
| Stříbrná medaile  | Ivan Šmaus              | Elitex Jablonec nad Nisou  | 1:37:41                 | +1:01                   | Stříbrná medaile  | Anna Gavendová          | TJ TŽ Třinec                    | 1:20:21                 | +10:15                  |
| Bronzová medaile  | Radovan Kunc            | Elitex Jablonec nad Nisou  | 1:38:19                 | +1:39                   | Bronzová medaile  | Jindra Kuderová         | VŠZ Brno                        | 1:20:46                 | +10:40                  |
| 4                 | Luděk Pavelek           | TJ Ostroj Opava            | 1:47:15                 | +10:35                  | 4                 | Iva Slaninová           | Rudá hvězda Hradec Králové      | 1:22:50                 | +12:44                  |
| 5                 | Karel Hovořák           | VŠZ Brno                   | 1:47:48                 | +11:08                  | 5                 | Dana Ticháčková         | TJ Jičín                        | 1:23:04                 | +12:58                  |
| 6                 | Jaromír Saska           | Elitex Jablonec nad Nisou  | 1:47:51                 | +11:11                  | 6                 | Iva Kalibánová          | Rudá hvězda Hradec Králové      | 1:24:34                 | +14:28                  |
| 7                 | Jaromír Gorný           | TJ TŽ Třinec               | 1:48:52                 | +12:12                  | 7                 | Ada Kuchařová           | TJ Tesla Brno                   | 1:25:25                 | +15:19                  |
| 8                 | Jiří Schindler          | TJ Slavia VŠST Liberec     | 1:49:34                 | +12:54                  | 8                 | Hana Pánková            | TJ Jiskra Nejdek                | 1:26:39                 | +16:33                  |
| 9                 | Zbyněk Pospíšek         | VŠZ Brno                   | 1:50:03                 | +13:23                  | 9                 | Iva Kuderová            | VŠZ Brno                        | 1:27:53                 | +17:47                  |
| 10                | Ondřej Táborský         | Elitex Jablonec nad Nisou  | 1:50:59                 | +14:19                  | 10                | Jitka Tichovská         | VSK ČVUT Fakulta Stavební Praha | 1:32:06                 | +22:00                  |
| Pořadí            | H19 - junioři           | H19 - junioři              | H19 - junioři           | H19 - junioři           | Pořadí            | D19 - juniorky          | D19 - juniorky                  | D19 - juniorky          | D19 - juniorky          |
| Zlatá medaile     | Martin Raim             | Elitex Jablonec nad Nisou  | 1:25:52                 |                         | Zlatá medaile     | Gabriela Šubrtová       | TJ Jičín                        | 1:35:35                 |                         |
| Stříbrná medaile  | Valér Franko            | TJ Slávia VŠT Košice       | 1:30:30                 | +4:38                   | Stříbrná medaile  | Jitka Janíčková         | Spartak Jihlava                 | 1:36:33                 | +0:58                   |
| Bronzová medaile  | Petr Višňa              | VŠZ Brno                   | 1:34:10                 | +8:18                   | Bronzová medaile  | Jana Bartošová          | TJ Baník Ostrava OKD            | 1:51:10                 | +15:35                  |
| Pořadí            | H17 - starší dorostenci | H17 - starší dorostenci    | H17 - starší dorostenci | H17 - starší dorostenci | Pořadí            | D17 - starší dorostenky | D17 - starší dorostenky         | D17 - starší dorostenky | D17 - starší dorostenky |
| Zlatá medaile     | Tomáš Podmolík          | TJ Gottwaldov              | 1:16:08                 |                         | Zlatá medaile     | Diana Cieslarová        | TJ TŽ Třinec                    | 1:04:37                 |                         |
| Stříbrná medaile  | Jan Janíček             | Spartak Jihlava            | 1:19:10                 | +3:02                   | Stříbrná medaile  | Dagmar Abelová          | OK Jiskra Nový Bor              | 1:13:23                 | +8:46                   |
| Bronzová medaile  | Jan Novotný             | Rudá hvězda Hradec Králové | 1:19:36                 | +3:28                   | Bronzová medaile  | Mária Honzová           | TJ TŽ Třinec                    | 1:14:37                 | +10:00                  |
| Pořadí            | H15 - mladší dorostenci | H15 - mladší dorostenci    | H15 - mladší dorostenci | H15 - mladší dorostenci | Pořadí            | D15 - mladší dorostenky | D15 - mladší dorostenky         | D15 - mladší dorostenky | D15 - mladší dorostenky |
| Zlatá medaile     | Martin Šňupárek         | KDPM Brno                  | 1:03:36                 |                         | Zlatá medaile     | Jana Cieslarová         | TJ TŽ Třinec                    | 45:52                   |                         |
| Stříbrná medaile  | Jaroslav Rygl           | Rudá hvězda Hradec Králové | 1:05:02                 | +1:26                   | Stříbrná medaile  | Helena Cebáková         | KDPM Brno                       | 46:09                   | +0:17                   |
| Bronzová medaile  | Alexandr Tolach         | TJ Ostroj Opava            | 1:10:04                 | +6:28                   | Bronzová medaile  | Jana Zichová            | TJ Jičín                        | 47:36                   | +1:44                   |

Souhrnné informace naleznete v článku Mistrovství Československa v lyžařském orientačním běhu jednotlivců.

## Mistrovství ČSSR štafet
| Datum závodu   | 2. 3. 1986   |  | Místo konání    | Sklenařice • centrum |  | Pořadatel       | TJ Turnov |
| Ředitel závodu |              |  | Hlavní rozhodčí |                      |  | Stavitel tratí  |           |
| Název mapy     | Šachty sever |  | Web závodu      |                      |  | Výsledky závodu |           |

Souhrnné informace naleznete v článku Mistrovství Československa v lyžařském orientačním běhu štafet.